# Paruline du Canada
Cardellina canadensis
Espèce
Statut de conservation UICN

 LC  : Préoccupation mineure
La Paruline du Canada (Cardellina canadensis, anciennement Wilsonia canadensis) est un petit oiseau chanteur de la famille des Parulidae du Nouveau Monde. Elle passe l'été au Canada et dans le nord-est des États-Unis.  L'hiver, elle migre vers le nord de l'Amérique du Sud,.

## Habitat et répartition

zone de nidification
zone d'hivernage

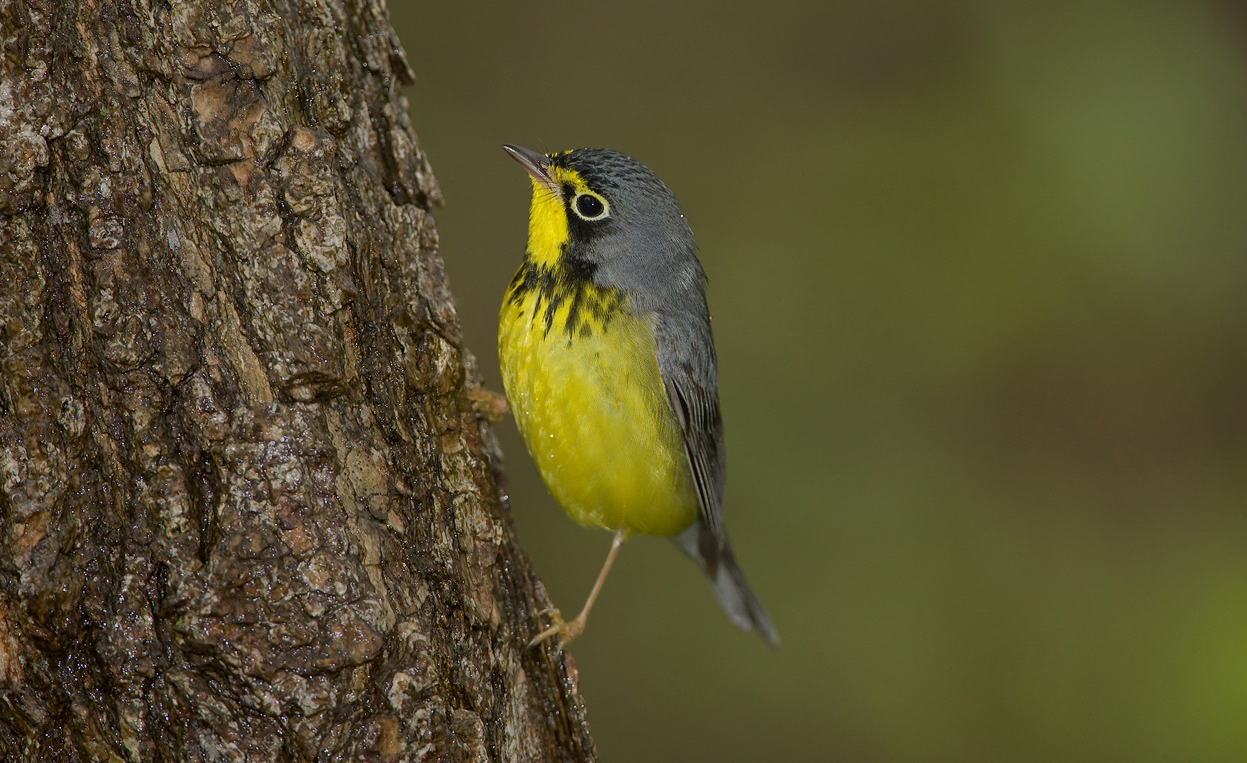

Elle peuple principalement les forêts du Canada, mais aussi le nord-est de États-Unis et les Appalaches.
Durant la saison de la reproduction, la paruline du Canada s'observe dans les forêts décidues et les forêts de conifères, souvent près d'un plan d'eau.

## Description
La paruline du Canada est parfois appelée, à tort, la « paruline à collier », en raison de la bande de stries sombres sur sa poitrine. Les adultes ont un dimorphisme sexuel minimal. Le mâle présente toutefois un collier plus foncé et mieux défini que chez la femelle. 
Les adultes mesurent  entre 12 et 15 cm de long. Ils ont une envergure de 17 à 22 cm et ils pèsent entre 9 et 13 g. 
La paruline du Canada se distingue des autres parulines par sa poitrine, sa gorge et son ventre jaunes et son dos gris foncé. Elle ne présente pas barres alaires ni de taches sur la queue.  Le dessous de la queue est blanc. Elle a une ligne jaune devant son œil qui se dessine jusqu'au bec. La tête de la paruline du Canada est caractérisée par les cercles oculaires blancs, souvent appelés « lunettes ».  
Les individus juvéniles présentent une coloration similaire à celle des adultes mais plus terne et avec des traits du visage moins prononcés. 

## Alimentation
La paruline du Canada se nourrit surtout d'insectes volants, notamment des coléoptères, des moustiques, des mouches, des papillons de nuit et des chenilles. Elle complète son régime avec des araignées, des escargots, des vers et des petits fruits,,.
 
La paruline du Canada emploie plusieurs tactiques de recherche de nourriture pour se nourrir. Elle peut faire tomber les insectes du feuillage des arbres, ou des plantes.  Elle peut aussi attraper les insectes en plein vol (la paruline du Canada utilise cette technique plus fréquemment que les autres parulines). Elle peut chercher les insectes au sol, parmi les feuilles mortes,.  

## Migration
La paruline du Canada est l'une des dernières espèces d'oiseaux à arriver sur les aires de reproduction et l'une des premières à en partir. La paruline du Canada peut passer environ seulement deux mois sur son aire de reproduction.  Elle vole de nuit, jusqu'à la côte du Texas, et ensuite vers le sud du Mexique.  Elle arrive sur son aire d'hivernage, dans la partie nord de l'Amérique du Sud, à la fin septembre ou au début d'octobre. 

## Reproduction

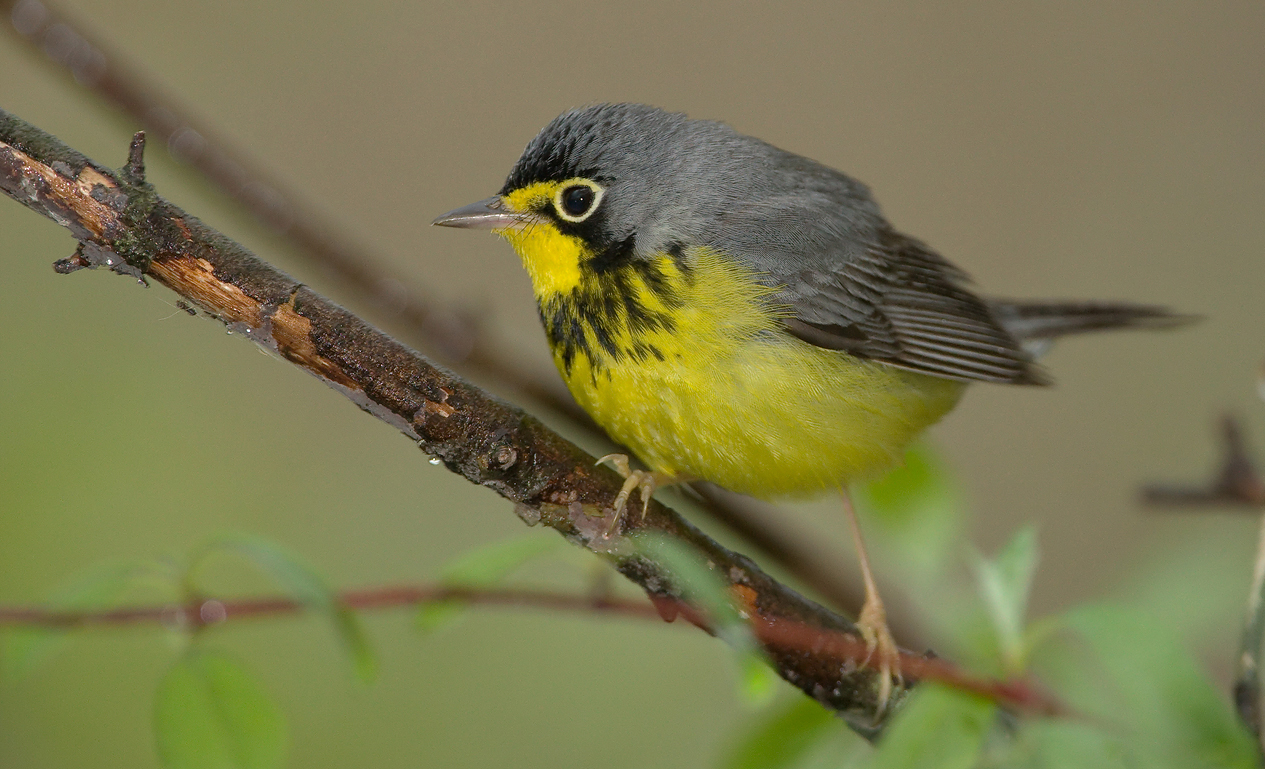
Paruline du Canada

La majorité de la population de Parulines du Canada niche dans les forêts boréales du Canada, dans la région des Grands Lacs, en Nouvelle-Angleterre est dans les Appalaches.  
Les couples de parulines du Canada semblent monogames, du moins pour la durée de la saison de la reproduction. Lors de la migration vers le Panama, des chercheurs ont observé les couples de parulines du Canada et en ont déduit qu'ils sont monogames à long terme. Toutefois, cette conclusion est contredite par l'hivernage des sexes à différentes altitudes. 
Les mâles arrivent sur les aires de reproduction au cours des deux premières semaines de mai.  Les femelles construisent les nids sur ou très près du sol, sous une couverture végétale dense. Les nids sont construits à l'aide de masses racinaires, sur des buttes, des souches, des berges de ruisseaux, des bûches moussues. La paruline du Canada utilise aussi parfois des feuilles mortes et des touffes d'herbes pour confectionner son nid. La couverture de mousse est fréquente. 
La femelle pond de quatre à cinq œufs qu'elle couvera pendant environ 12 jours. Les poussins restent dans le nid pendant environ 10 jours après l'éclosion. Ils sont dépendants de leurs parents pendant deux à trois semaines après avoir quitté le nid. On ne sait pas à quel âge les oisillons quittent le nid familial.  Une fois devenus indépendants, ils passent presque tout leur temps dans le sous-bois, au sol ou dans les buissons.  Entre la période juvénile et la période adulte, l'individu subit une mue partielle impliquant toutes les plumes du corps et les couvertures des ailes. Ce changement est fait avant la première migration. 

La paruline du Canada la plus âgée connue était un mâle trouvé au Québec en 1982. Elle était âgée d'au moins 8 ans, ayant été baguée en 1975. 

## Maladies et parasites
Au cours de l'été 1947, un spécimen de paruline du Canada, en Virginie (et un spécimen d'une autre espèce de paruline en Géorgie) se sont avérés être les hôtes d'une nouvelle espèce de vers acanthocéphales. Ce ver a été nommé Apororhynchus amphistomi. Il s'agit de la troisième espèce de ce genre et le premier en Amérique du Nord.  
Dans la partie sud de son aire de reproduction, la paruline du Canada subit fréquemment le parasitisme des nids par les vachers à tête brune. 